# División Central (Fiyi)
La división Central es una de las cuatro divisiones administrativas de la República de las Islas Fiyi. La capital de la división es Suva, que a su vez es capital nacional.

## Divisiones
Está dividida a su vez en cinco provincias: Naitasiri, Namosi, Rewa, Serua y Tailevu.
Geográficamente, la división está formada por la parte este de Viti Levu, la mayor isla de Fiyi, y unas cuantas islas pequeñas, entre las cuales está Beqa.

## Demografía
Su superficie es de 4093 km² de territorio. Tiene una  población de 340 843 habitantes, según cifras del censo realizado en el año 2007. La densidad poblacional es de 83,27 hab/km².